# Parco nazionale Kumana
Il parco nazionale Kumana è un parco nazionale dello Sri Lanka situato nella provincia Orientale, è adiacente al parco nazionale di Yala. Fino al settembre del 2006 era chiamato Parco nazionale di Yala est.
Parte dell'area del parco è compresa nella zona umida tutelata dalla Convenzione di Ramsar chiamata Kumana Wetland Cluster.
Situato nella parte sudorientale del paese è caratterizzato dal Kumana Villu una palude di circa 200 ettari alimentata da un canale. Tra le mangrovie della palude nidificano molte specie di uccelli tra cui i pelicani, il tantalo variopinto, spatole, ibis bianchi con avvistamenti del raro becco a sella asiatico.
Tra i mammiferi vi si trovano elefanti e leopardi.